# Juan Moreno Yagüe
Juan Ignacio Moreno de Acevedo Yagüe (Salamanca, 29 de mayo de 1973), más conocido como Juan Moreno Yagüe, es abogado, impulsor de la operación OpEuribor y de Democracia 4.0. Es especialista en derecho bancario, hipotecario, penal y económico.

## Biografía

### Orígenes familiares
Es hijo de una profesora y de un juez, casado y padre de dos hijos. 

### Activismo
Juan Ignacio Moreno de Acevedo Yagüe es el creador de los proyectos activistas Democracia 4.0 y Operación Euribor (@opeuribor). Ha participado en el proyecto Partido X y ha sido uno de los abogados contratados por 15MpaRato, la plataforma ciudadana que abrió el caso Bankia como acusación particular.

### Diputado andaluz (2015-2018)
En las elecciones de marzo, su partido obtuvo quince escaños en el Parlamento de Andalucía, y Juan Moreno Yagüe fue elegido vicepresidente tercero del Parlamento de Andalucía. Era el número dos de su partido en la circunscripción de Sevilla, y defiende el voto por Internet.

### Candidato a la Secretaría General de Podemos
En febrero de 2017 se presentó a la secretaría general de Podemos, obteniendo el 10,9% de los votos. Su documento político se basa en el voto por Internet y en eliminar el sistema de pago bancario, sustituyendo los bancos por una aplicación móvil donde cada persona maneja su propio dinero sin necesidad de ceder la gestión a un banco.

### Analista y articulista
Publica artículos políticos en medios de comunicación. En agosto y octubre de 2017 publicó dos análisis jurídicos sobre la inconstitucionalidad de las intervenciones del Gobierno del Estado en la Autonomía de Cataluña, en especial los acuerdos referentes a la aplicación del artículo 155 de la Constitución española.